# Plano Sagital
Plano sagital é um dos tipos de planos anatômicos que parte um organismo ao meio dividindo-o em direita e esquerda. Externamente ocorre grande simetria entre os lados, porém internamente existem diferenças bastante significativas, como na posição do fígado, do baço, da vesícula biliar e entre os dois hemisférios cerebrais.

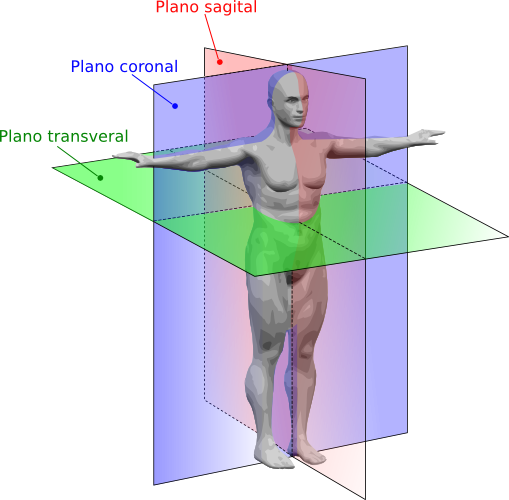
Planos que dividem o corpo humano.